# Billy the Kid kontra Drakula
Billy the Kid kontra Drakula (ang. Billy the Kid vs. Dracula) – amerykański horror z 1966 roku w reżyserii Williama Beaudine'a.

## Opis fabuły
Hrabia Dracula przyjeżdża na dziki zachód. Znacząc swój szlak ciałami młodych dziewczyn, dociera w końcu do małego miasteczka, gdzie podaje się za Jamesa Underhilla, brata jednego z okolicznych farmerów. Zafascynowany Elizabeth postanawia ją przemienić w wampirzycę. Jednakże na jego drodze stanie Billy Kid, który zamierza uratować swą narzeczoną przed zbrodniczymi planami Hrabiego.

## Obsada[1]
- Chuck Courtney - William "Billy the Kid" Bonney
- John Carradine - Hrabia Drakula / Udający Jamesa Underhilla
- Melinda Plowman - Elizabeth "Betty" Bentley
- Virginia Christine - Eva Oster
- Walter Janovitz - Franz Oster
- Roy Barcroft - Szeryf Griffin
- Olive Carey - Dr Henrietta Hull